# ミクロキッズ
『ミクロキッズ』（Honey, I Shrunk the Kids）は、1989年公開のリック・モラニス主演のアメリカ映画。SFアドベンチャー。

## 概要
監督のジョー・ジョンストンは、それまでジョージ・ルーカスが設立したILMでSFXマンとして様々な作品を手がけていたが、本作が監督デビュー作となった。尚、製作費1800万ドルに対し、興行収入は1億3700万ドルに達し、1989年の興行収入ランキングで第4位に上がるほどの成績を残した。この好成績がきっかけで、その後『ジャイアント・ベビー』と『ミクロキッズ3』が制作された。

## あらすじ
科学者のウェイン・サリンスキー（リック・モラニス）は、長年自宅で「物体縮小装置（ミクロマシン）」の研究に励んできた。だがその苦労の甲斐もなく、実験は失敗続き。その為に彼が教授として働いている大学でも専門家たちの笑い者にされてしまった。ウェインが大学にいる中、サリンスキー家のお隣さんのトンプソン一家は家族水入らずの釣りキャンプに行く準備をしていたが、トンプソン家の次男ロンがバッティング練習当てて飛ばした野球ボールがウェインの「物体縮小化装置」のある部屋のガラスを突き破って装置に直撃、暴走し始め部屋の中にあったソファと椅子を縮小化した後、ガラスを割った事を謝りに向かったラスとロン、事情を知って一緒にウェインの部屋に向かったニックとエミーの4人が暴走した装置の光線を浴びて6mmに縮小してしまった。何も知らないウェインは、大学で研究を笑われた八つ当たりに装置を破壊。散乱した部品を片付けるために掃除をしたときに、何も知らないまま子供たちを一緒にゴミ袋に入れてしまう。子供たちは父親に助けを求めるために、ジャングルと化したサリンスキー家の芝生をかき分け家に向かって冒険に繰り出す事となった。

## 登場人物
ウェイン・サリンスキー：リック・モラニス
本作の主人公。大学の教授であり、自宅で長年「物質縮小化」についての研究と、研究を基に「物質縮小化装置（ミクロマシン）」を開発していた。しかし、装置は完成すれども肝心の計算が違いすぎることから、実験は爆発による失敗続きで、大学で行った研究のプレゼンテーションでも専門家たちから「夢のまた夢の無駄な研究」と言われ笑い者にされてしまった。帰宅後、ニックらが装置で縮小化した事を知らずに怒りに身を任せて装置を破壊。散乱した部品を縮小化したニックらごとゴミ袋に入れて庭にあるゴミ置き場に置いてしまった。その後、事態を知り中庭を竹馬等を使って妻のダイアンと共にニックらの捜索を行うも難航する。そして諦めかけたその時、愛犬のクワークの活躍でニックらを発見。ニックらの助言で装置の失敗の原因を克服し、無事4人を元の大きさに戻すことに成功した。
ビッグ・ラス・トンプソン：マット・フリューワー
トンプソン一家の大黒柱。サリンスキー家と隣家であることから、毎日ウェインの装置を開発する際に発生する音に頭を悩ませており、そのせいでサリンスキー家とも仲が悪い。また、自身よりも有能な能力を持つ実の息子らからも尊敬の眼差しを向けられておらず、ロンからは釣竿やバキュームを使ったいたずらを毎日のように受けていた。当人は家族とのコミュニケーションを真剣に考えているが、自分の子供時代とは違う生き方をしている息子たちへの接し方が分からず、悩んでいる。騒動が起きてしまったその日は、釣り仲間の家族と一緒に家族水入らずのキャンプに行く予定をしていたが、ラスとロンがいなかった為にキャンプの予定もうやむやになってしまった。その後、ウェインからラスとロンが彼の装置で縮小化してしまった事を知り、ウェインに「ハンマーでバラバラにしてやる!」と激怒した。翌日、ニックら4人が発見され、彼らを元の大きさに戻そうとするが、装置の人体実験を自らやると主張。実験は無事成功し、直ぐに元の大きさに戻った。そして4人も元の大きさに戻り、感謝と和解の念を込めてウェインと握手した。赤い野球帽がトレードマークで帽子の中にタバコとライターを常時隠しており、妻から禁煙するように言われていたが、ドサクサに紛れて喫煙をしていた。
ダイアン・サリンスキー：マーシャ・ストラスマン
ウェインの妻。少し過保護な一面を見せるも、しっかりした性格の持ち主。不仲のトンプソン家とも仲良くなりたいとも考えており、自分から積極的にビッグの妻に話しかけたりしている。ウェインの研究していた「物質縮小化装置」が彼の知らぬ間に正常に動き、物質の縮小に成功した事に喜ぶも、同時に自分の子供2人を含めた4人が縮小化した為に気が動転してショックのあまり気絶する場面がある。その後、ウェインと一緒に子供たちの捜索に当たるも、トンプソン夫婦に隠しだてするのも限界を感じた為、彼に事情を説明する事を持ちかけた。その後、ウェインが徹夜して装置の修理をしているのにも参加した。
ニック・サリンスキー：ロバート・オリヴェリ
サリンスキー家の長男でエミーの弟。ウェインの影響で機械に対する興味が強く、自作の芝刈り機を開発するなど、研究に対する冒険心が人一倍強いが、一方で失敗で物を壊したこともあるようで、姉を悩ませている。機械に対する知識だけではなく、縮小化した後に頭上を通って行った蝶の大きさと比較して縮小化した自分たちのサイズと家までの距離を隠し持っていた電卓で導き出し、動物の特徴などをとらえて口笛でクワークを呼ぶ、偶然遭遇した子供のアリに餌を使って運んでもらうといった知力を活かす場面が顕著に見られる。また、ロンの皮肉に皮肉で返すなど口も達者。縮小化した4人の中で最年少という事もあり、ミツバチにさらわれたり自作の芝刈り機に切り刻まれそうになったり、ウェインの朝食の牛乳で浸されたシリアルコーンの器に落下してウェインに食べられそうになったりと主に彼がトラブルに巻き込まれる事が多い。花粉症、アトピー、虫アレルギーなど複数の疾患を患っている。また、視力が急激に低下している為、眼鏡をかけているが、これは父・ウェインの遺伝によるものらしい。友達にトニーという少年がいるが、彼が無断で自身の自作の芝刈り機を動かしたのが原因で切り刻まれそうになった。
エミー・サリンスキー：エミー・オニール
サリンスキー家の長女でニックの姉。常に家族思いで、多忙な両親を支える為に率先して家事を手伝っている。面倒見が良いが、調理で使った食材の残りを雑に放り投げて処理するなど、個人的にズボラな一面がある。縮小化してラスとニックがはぐれてしまい、ロンと一緒に行動する部分があるが、その時のロンの愚痴の中で父親をバカにされて激怒する一面を持つ。縮小化したその日は友人からの招待でダンスパーティーに誘われていたが、結局行けなかった。ラスにほのかな恋心を抱かれていたが、それを受け入れていいのか解らないでいた。しかし、あるトラブルがきっかけでラスと恋人関係になる(しかし、続作では引っ越したためにその後の2人の関係は不明である)。因みに虫が苦手で、縮小化する前のニックがたまたま中庭に落としていたクリームパイの餌を使って子供のアリを誘い出す行動をとったが、その後どうすればいいか解らずニックに助けを求めながらアリに追いかけ回された。しかし、そのアリと仲良くなった事で虫嫌いを克服した。
ラス・トンプソン：トーマス・ブラウン
トンプソン家の長男。所属していたアメリカンフットボールのチームを除籍されて苛立ち、反抗期で父親と反りが合わない部分もあるが、根はしっかり者で的確に良いことと悪い事の区別する思考の持ち主で、相手を見下す考えを持つ事は人として失礼だという考えも持っている。縮小化した子供たちの中で一番年上。父親のことは尊敬しているがどこか抜けていることから少し愛想が尽きていた。また、トンプソン家の中では唯一サリンスキー家とも仲良くしたいという考えを持っており、エミーに対してほのかな恋心を抱いているが引け目を感じていた。縮小化し、ジャングルとなった中庭を進むことになった時は、メンバーで最年長である事もあり率先してリーダーシップを取るようになり、ミツバチにさらわれそうになったニックを助けるべくミツバチに飛びつくなど、勇猛果敢な一面を見せている。また、自分らを探そうとしていたウェインの行動が原因で起きたスプリンクラーのトラブルで溺れ死にそうになったエミーを人工呼吸で助けた事がきっかけでエミーと恋人関係になった。4人の中で唯一口笛ができないまた、人工呼吸のレクチャーは1度も受けていなかったが、フランス人の嗜みを基にやり方を覚えたという。
ロン・トンプソン：ジャレッド・ラシュトン 
トンプソン家の二男。アウトドアな思考の持ち主で、彼だけ自宅の自室で寝ようとせず、中庭に建てたテントで寝ている。自宅倉庫にある様々な小道具で罠を作り、中庭を占領していた。反抗期に入っているのか誰に対しても反発的であり、悪いことをして怒られても逆切れをする我儘な一面があるが、外見から察する通りレンジャーとしてのスキルが人一倍強く、縮小化してサリンスキー家の中庭に放り投げられたビッグのタバコの火を活用して即席の松明を作って見せた。また、道中に遭遇した子供のアリと仲良くなったが、サソリの襲撃で死別する悲しい場面に直面することとなった。そういった経験を通じて、兄のラスや自身が変人扱いしていたニックやエミーとの間で確かな友情を築き上げるようになった。野球少年で中庭でバッティング練習したところ、たまたま当たったボールがウェインの部屋にガラスを突き破って入ってしまい、装置を暴走させる原因を作った人物でもある。
ブレイナルド博士：ルー・カテル
ウェインが教授を務めている大学で教鞭を持っている教師の一人。ウェインの研究が失敗続きであることを理由に彼の研究を「夢のまた夢の無駄な研究」と称して彼を笑い者にした。それでもなお食い下がったウェインに嫌気がさし昼食を理由にその場を立ち去って行った。
ドン・フォレスター：マーク・Ｌ・テイラー
ビッグの釣り仲間。トンプソン家と一緒に家族水入らずのキャンプを楽しみにしていたが、ラスとロンがいなかった為にキャンプもうやむやになってしまい、怒った顔をしながらトンプソン家を後にした。
クワーク（声）：フランク・ウェルカー
サリンスキーの愛犬で、白い毛並みを持つレーグラント・テリア。人懐っこく、優しい性格でニックら4人が縮小化してしまった事をいち早く知ったのが彼である。トンプソン家の飼いネコ(ターキッシュ・アンゴラの猫)からいじめられている。物語終盤でニックらを発見し、ウェインの所に行こうとしたところをトンプソン家の飼いネコに行く手を阻まれるが、今まで発した事のない威嚇の鳴き声で追い払うという勇敢な一面を見せた。また、ウェインが誤って牛乳に浸されたシリアルコーンの中に落ちたニックをうっかり食べてしまいそうになったところをウェインの腕に噛みついて制止させ、遂に発見させた。騒動も丸く収まった後、影の功労者として讃えられウェインの「物質縮小化装置」で巨大化したドッグフードを貰った。

### その他
トミー：カール・スティーブン
ニックの友人。ニックにお菓子と引き換えに彼の開発した芝刈り機を使っての芝刈りを手伝わされそうになり即答で断った。しかし翌朝、ニックやウェインの許可なく無断で彼の芝刈り機を動かしたため、縮小化したニックらが切り刻まれそうになった。
アリ（声）：フランク・ウェルカー
群れからはぐれた子供のアリ。縮小化する前のニックがたまたま庭に落としたクリームパイのかけらを巣に持ち帰ろうとしていたが、ニックの機転で移動の効率化を図る際に利用されることになった。しばらく働いてもらった後に、餌を渡すことで労って巣に帰そうとするが、純粋にニック達(特にロン)とも仲良くなって巣に戻ろうとしないため、今後も一緒にいくことを決めた。その日の夜にサソリの襲撃を受け、ロンが食われそうになったのを見て自身の顎でサソリの足に噛みついて彼を救う。しかしサソリの攻撃的な姿勢に圧倒されサソリの毒針の餌食となる。ニック達がサソリを撃退した後、彼らに看取られながら毒で息絶えてしまう。
サソリ
サリンスキー家の庭に入り込んだ野生のサソリ。アリとミツバチの3倍近くの巨体で、庭に落ちていたレゴブロックで一夜を過ごそうとしたニック達を捕食しようと襲いかかった。ラスに即席の松明を投げつけられても気を引く程度で終わってしまうほどの頑丈な皮膚を持ち、逃げ遅れたロンを捕食しようとした。しかし、今度はロンを助けようとしたアリに足をかまれた事で標的をアリに変更し、追いつめた上で毒針を刺した。その直後にラスとニックに石を投げつけられ、ロンとエミーの投げた木の枝が弱点である目とあごに突き刺さった事で枝を抜いた後、逃げて行った。
ミツバチ
サリンスキー家の庭の巣に暮らしてるミツバチ。アリの２倍近くの大きさで、仲間のミツバチ達と巣へ戻る途中、一匹のミツバチが庭に咲いた花の傍にいるニック達のもとへ現れ、花にいるニックに襲いかかった。ラスとニックが飛びつくも、そのまま庭中あちこち飛び回った。ビッグ・ラスの回りを飛び回り、サリンスキーにバットで叩かれそうになり、逃げ回った後、 ニックとラスを落として巣に戻っていった。

## 日本語吹替
| 役名                     | 俳優                       | 日本語吹替                           | 日本語吹替                           |
| 役名                     | 俳優                       | ソフト版                             | フジテレビ版                         |
| ------------------------ | -------------------------- | ------------------------------------ | ------------------------------------ |
| ウェイン・サリンスキー   | リック・モラニス           | 富山敬                               | 富山敬                               |
| ビッグ・ラス・トンプソン | マット・フリューワー       | 納谷六朗                             | 屋良有作                             |
| ダイアン・サリンスキー   | マーシャ・ストラスマン     | 鈴木弘子                             | 小山茉美                             |
| メイ・トンプソン         | クリスティン・サザーランド | 小宮和枝                             | 島本須美                             |
| リトル・ラス・トンプソン | トーマス・ブラウン         | 松田辰也                             | 菊池正美                             |
| ロン・トンプソン         | ジャレッド・ラシュトン     | 野沢雅子                             | 亀井芳子                             |
| エイミー・サリンスキー   | エイミー・オニール         | 玉川砂記子                           | 冬馬由美                             |
| ニック・サリンスキー     | ロバート・オリヴェリ       | 堀絢子                               | 折笠愛                               |
| トミー・パービス         | カール・スティーブン       | 近藤玲子                             | 渡辺久美子                           |
| ドン・フォレスター       | マーク・Ｌ・テイラー       | 西村知道                             | 龍田直樹                             |
|                          |                            |                                      |                                      |
| 演出                     |                            | 中野寛次                             | 木村絵理子                           |
| 翻訳                     |                            | 島伸三                               | 岩本令                               |
| 調整                     |                            | オムニバス・ジャパン                 | 荒井孝                               |
| 担当                     |                            |                                      | 井龍信吾                             |
| 解説                     |                            |                                      | 高島忠夫                             |
| 制作                     |                            | 東北新社                             | 東北新社                             |
| 初回放送                 |                            | 2016年7月26日 『午後のロードショー』 | 1994年4月30日 『ゴールデン洋画劇場』 |

## スタッフ
- 監督：ジョー・ジョンストン
- 製作：ペニー・フィンカンーマン・コックス、ブライアン・ユズナ、トム・シュルマン
- 原案：スチュアート・ゴードン＆ブライアン・ユズナ＆エド・ナハ
- 脚本：エド・ナハ＆トム・シュルマン
- 撮影：ヒロ・ナリタ
- 音楽：ジェームズ・ホーナー
- 美術：グレック・フォンセカ